# Joseph Bradley Varnum
Joseph Bradley Varnum (Dracut, provincia de la Bahía de Massachusetts; 29 de enero de 1750 o 1751-Dracut, Massachusetts; 21 de septiembre de 1821) fue un político y agricultor estadounidense, 6.º presidente de la Cámara de Representantes de los Estados Unidos. Se desempeñó como representante de 1795 a 1811, y como senador entre 1811 y 1817. Miembro del Partido Demócrata-Republicano, sirvió como presidente pro tempore del Senado entre diciembre de 1813 y febrero de 1814.

## Biografía
Nació el 29 de enero de 1750 —o bien, de 1751—, en Dracut, Massachusetts; hijo del general y también agricultor Samuel Varnum y Hannah Mitchell. En total, tuvo ocho hermanos (tres hombres —quienes murieron en su juventud— y cinco mujeres). Recibió educación autodidacta y sirvió en las milicias de Massachusetts durante la guerra de Independencia, desempeñándose como capitán a los 18 años. Durante su servicio, contrarrestó la rebelión de Shays y realizó tácticas en Canadá y Rhode Island.
Se casó con la hija de un agricultor de Pelham, Nuevo Hampshire, el 26 de enero de 1773 y tuvo doce hijos. Entre 1780 y 1785, se desempeñó como miembro de la Cámara de Representantes de Massachusetts, y de 1786 a 1795 como miembro del Senado. Participó en la convención estatal que adoptó la Constitución federal en 1788 y presidió la Corte de Sesiones Generales de Massachusetts. Fue juez de la Corte de Causas Comunes. Contrajo fiebre amarilla en Filadelfia, en 1797.
En las elecciones de 1794-1795, fue elegido a la Cámara de Representantes de los Estados Unidos, en donde se desempeñó hasta 1811, sirviendo sus últimos cuatro años como presidente. Durante el 5.º Congreso (1797-1799), sirvió como presidente del Comité de Elecciones. Dejó la Cámara para cubrir una vacante en el Senado de los Estados Unidos, en el cual fue presidente pro tempore brevemente entre diciembre de 1813 y febrero de 1814. Además, se desempeñó como presidente del Comité de Milicias.
En Historia de la esclavitud, Henry Wilson destaca a Varnum por haber sido «fuerte y franco» acerca de su oposición a la esclavitud durante un debate en la Cámara de Representantes sobre el establecimiento del territorio de Misisipi. En marzo de 1805, presentó un proyecto de ley que prohibía la trata de esclavos, el cual fue aprobado recién en 1807.
Luego de abandonar el Senado en 1817, fue elegido como delegado para la reforma constitucional de Massachusetts en 1820 y sirvió nuevamente en el senado estatal desde 1817 hasta su fallecimiento el 21 de septiembre de 1821, en Dracut.